# Laura Dern

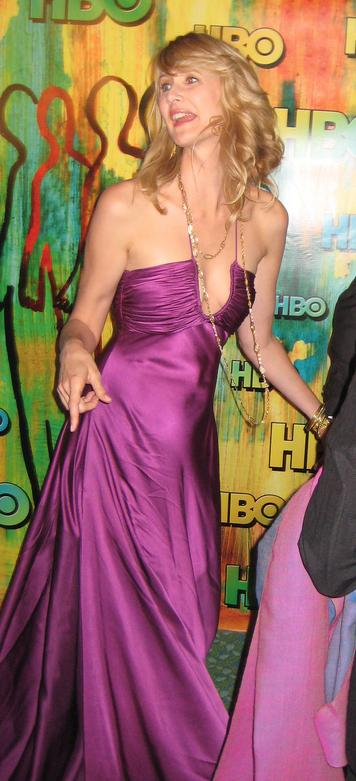
Laura Dern in 2008

Laura Elizabeth Dern (Los Angeles, 10 februari 1967) is een Amerikaans actrice. Ze werd in 1992 genomineerd voor een Oscar voor haar hoofdrol in Rambling Rose. Ze heeft vijf keer een Golden Globe gewonnen: voor haar rol in Recount in 1993, haar rol in Afterburn in 2009 (beide televisiefilms) en haar hoofdrol in de televisieserie Enlightened in 2012. In 2018 won ze een Golden Globe voor haar rol in Big Little Lies. In 2020 won ze een Oscar voor haar rol in Marriage Story (beste bijrol) als een gehaaide advocaat die een vrouw begeleidt bij haar scheiding.

## Levensloop
Dern is de dochter van het acteurskoppel Bruce Dern en Diane Ladd. Haar overgrootvader George Dern was gouverneur van de staat Utah en Amerikaans minister van Oorlog. Nadat ze al op jeugdige leeftijd in kleine rollen op het witte doek te zien was, brak ze in 1985 door met een rol in de film Mask, naast onder meer Cher. Een vriendschap met regisseur David Lynch leidde tot hoofdrollen in zijn films Blue Velvet en Wild at Heart. In 1991 speelde Dern naast haar moeder in Rambling Rose. Daarvoor werden zowel moeder als dochter dat jaar genomineerd voor een Oscar voor beste actrice, een unicum.
Voor Derns rol in de televisiefilm Afterburn (1992) ontving ze haar eerste Golden Globe. Het jaar daarop had ze een hoofdrol in de blockbuster Jurassic Park van Steven Spielberg. Ze was behalve in films te zien in gastoptredens in series als Frasier, Ellen (in de spraakmakende aflevering "The Puppy Episode") en The West Wing.
Dern regisseerde in 1994 de korte televisiefilm The Gift. Als uitvoerend producent was ze betrokken bij de televisiefilm Down Came a Blackbird. Ze was co-producer voor de films Damaged Care en Inland Empire.
In 2010 kregen Laura Dern en haar ouders alle drie een ster op de beroemde Hollywood Walk of Fame.

## Persoonlijk
Dern had relaties met tegenspelers Kyle MacLachlan (Blue Velvet), Jeff Goldblum (Jurassic Park) en Billy Bob Thornton (aflevering van de serie Ellen). Vanaf 2000 heeft ze een relatie met musicus Ben Harper. Het koppel kreeg twee kinderen (een zoon in 2001 en een dochter in 2004) en trouwde op 23 december 2005. In 2013 zijn ze gescheiden.

## Filmografie
- White Lightning (1973) – Sharon Anne, Maggie's dochter (niet op aftiteling)
- Alice Doesn't Live Here Anymore (1974) – meisje dat een ijshoorntje eet (niet op aftiteling)
- Foxes (1980) – Debbie
- Ladies and Gentlemen, the Fabulous Stains (1981) – Jessica McNeil
- Happy Endings (televisiefilm, 1983) – Audrey Constantine
- Teachers (1984) – rol onbekend
- The Three Wishes of Billy Grier (televisiefilm, 1984) – Crissy
- Smooth Talk (1985) – Connie
- Mask (1985) – Diana Adams
- Blue Velvet (1986) – Sandy Williams
- Haunted Summer (1987) – Claire Clairmont
- Predator: The Concert (1987) – rol onbekend
- Fat Man and Little Boy (1989) – Kathleen Robinson
- Wild at Heart (1990) – Lula Fortune
- Industrial Symphony No. 1: The Dream of the Broken Hearted (televisiefilm, 1990) – vrouw met gebroken hart
- Rambling Rose (1991) – Rose
- Afterburn (televisiefilm, 1992) – Janet Harduvel
- A Perfect World (1993) – Sally Gerber
- Jurassic Park (1993) – Dr. Ellie Sattler
- Down Came a Blackbird (televisiefilm, 1995) – Helen McNulty
- Bastard Out of Carolina (1996) – vertelster
- Citizen Ruth (1996) – Ruth Stoops
- The Siege at Ruby Ridge (televisiefilm, 1996) – Vicki Weaver
- The Baby Dance (televisiefilm, 1998) – Wanda LeFauve
- October Sky (1999) – Miss Frieda Riley
- A Season for Miracles (televisiefilm, 1999) – Berry Thompson
- Dr. T and the Women (2000) – Peggy
- I Am Sam (2001) – Randy Carpenter
- Focus (2001) – Gertrude 'Gert' Hart
- Novocaine (2001) – Jean Noble
- Jurassic Park III (2001) – Dr. Ellie Sattler
- Daddy and Them (2001) – Ruby Montgomery
- Within These Walls (televisiefilm, 2001) – zuster Pauline Quinn
- Damaged Care (televisiefilm, 2002) – Linda Peeno
- We Don't Live Here Anymore (2004) – Terry Linden
- The Prize Winner of Defiance, Ohio (2005) – Dortha Schaefer
- Happy Endings (2005) – Pam Ferris
- Inland Empire (2006) – Nikki Grace/Susan Blue
- Lonely Hearts (2006) – Rene Fodie
- Year of the Dog (2007) – Bret
- The Monday Before Thanksgiving (2008) – Theresa
- Recount (televisiefilm, 2008) – Katherine Harris
- Tenderness (2009) – tante Teresa
- Meet the Parents: Little Fockers (2010) – Prudence Simmons
- The Master (2012) – Helen Sullivan
- The Fault in Our Stars (2014) – Frannie Lancaster
- 99 Homes (2014) — Lynn Nash
- Wild (2014) – Bobbi Lambrecht
- Certain Women (2016) – Laura Wells
- The Founder (2016) – Ethel Kroc
- Wilson (2017) – Pipli
- Downsizing (2017) – Laura Lonowski
- Star Wars: Episode VIII: The Last Jedi (2017) – vice-admiraal Holdo
- The Tale (2018) – Jennifer
- Trial by Fire (2018) - Elizabeth
- Marriage Story (2019) - Nora Fanshaw
- Little Women (2019) - Marmee
- Jurassic World Dominion (2022) - Dr. Ellie Sattler
- The Son (2022) - Kate
- Lonely Planet (2024) - Katherine

## Televisieseries
- Shannon – (afl. "Gotham Swansong", 1981)
- Nightmare Classics – Rebecca Laymon (afl. "The Strange Case of Dr. Jekyll and Mr. Hyde", 1989)
- Fallen Angels – Annie Ainsley (afl. "Murder, Obliquely", 1993)
- Frasier – June (stem, afl. "Sleeping with the Enemy", 1995)
- Ellen – Susan (afl. "The Puppy Episode", 1997)
- King of the Hill – verschillende rollen (stem, 2 afl., 2002/2003)
- The West Wing – Amerikaanse 'vaderlandsdichter' Tabatha Fortis (afl. "The U.S. Poet Laureate", 2002)
- Enlightened (2011–2013) – Amy Jellicoe
- F Is for Family (2015–2017) – Sue Murphy (stem)
- Twin Peaks (2017) – Diane Evans
- Big Little Lies (2017) – Renata Klein
- Palm Royale (2024) - Lauren